# فریس تانشیپ، میشیگان
فریس تانشیپ (به انگلیسی: Ferris Township) یک منطقهٔ مسکونی در ایالات متحده آمریکا است که در شهرستان مونتکالم، میشیگان واقع شده‌است. فریس تانشیپ ۹۳٫۶ کیلومتر مربع مساحت و ۱٬۳۷۹ نفر جمعیت دارد و ۲۷۳ متر بالاتر از سطح دریا واقع شده‌است.